# فهرست قنات‌های شهرستان راور
جدول زیر بر اساس آمار وزارت جهاد کشاورزی تهیه شده‌است. فهرست زیر قنات‌های شهرستان راور در استان کرمان را نشان می‌دهد.
| نام قنات      | موقعیت                       | نزدیک‌ترین روستا | طول قنات (متر) | تعداد میله چاه | عمق مادر چاه | دبی (لیتر بر ثانیه) | سطح زیر کشت (هکتار) |
| ------------- | ---------------------------- | --------------- | -------------- | -------------- | ------------ | ------------------- | ------------------- |
| ابکوه         | بخش مرکزی شهرستان راور       | ابکوه           | ۱۵۰۰           | ۵۵             | ۲۸           | ۱۲۰                 | ۲۱۰                 |
| باب نیزو      | بخش کوهساران شهرستان راور    | باب نیزو        | ۱۰۰            | ۵              | ۱۰           | ۶                   | ۳٫۷۰۰۰۰۰۰۴۷۶۸۳۷۲    |
| تنگوئیه       | بخش کوهساران شهرستان راور    | تنگوئیه         | ۱۵۰            | ۶              | ۱۵           | ۹                   | ۷٫۸۰۰۰۰۰۱۹۰۷۳۴۸۶    |
| تونک          | بخش مرکزی شهرستان راور       | تونک            | ۱۵۰            | ۴              | ۱۵           | ۱۰                  | ۸                   |
| تیران         | بخش مرکزی شهرستان راور       | تیران           | ۶۰             | ۵              | ۱۲           | ۲۵                  | ۳۶                  |
| حاج اسماعیل   | بخش کوهساران شهرستان راور    | حاج اسماعیل     | ۲۰۰            | ۹              | ۱۵           | ۱۵                  | ۳۲                  |
| حسین‌آباد      | بخش کوهساران شهرستان راور    | حسین‌آباد        | ۱۰۰            | ۵              | ۱۵           | ۱۵                  | ۳۱                  |
| حسین‌آباد      | بخش مرکزی شهرستان راور       | حسین‌آباد        | ۱۰۰            | ۵              | ۱۵           | ۱۴                  | ۳۴٫۵                |
| خیرآباد       | بخش مرکزی شهرستان راور       | خیرآباد         | ۱۲۰۰۰          | ۴۸۰            | ۴۵           | ۴۰                  | ۱۷۵                 |
| دارستان       | بخش مرکزی شهرستان راور       | دارستان         | ۱۵۰            | ۶              | ۱۰           | ۱۵                  | ۳۴                  |
| دستجرد        | بخش کوهساران شهرستان راور    | دستجرد          | ۲۰۰            | ۸              | ۱۴           | ۸                   | ۴٫۶۹۹۹۹۹۸۰۹۲۶۵۱۴    |
| ده زنان       | بخش کوهساران شهرستان راور    | ده زنان         | ۴۵۰            | ۱۵             | ۱۲           | ۸                   | ۱۸                  |
| ده صفر        | بخش مرکزی شهرستان راور       | ده صفر          | ۵۰             | ۳              | ۱۲           | ۱۲                  | ۸                   |
| دهنو          | بخش کوهساران شهرستان راور    | دهنو            | ۲۵۰            | ۱۲             | ۱۰           | 6                   | 101                 |
| دهوئیه        | بخش کوهساران شهرستان راور    | دهوئیه          | ۳۵۰            | ۱۵             | ۱۲           | ۳                   | ۷                   |
| دوغکشتن       | بخش کوهساران شهرستان راور    | دوغکشتن         | ۲۵۰۰           | ۵۰             | ۲۵           | ۲۵                  | ۳۵٫۵                |
| دیسیکان       | بخش مرکزی شهرستان راور       | دیسیکان         | ۱۸۰            | ۷              | ۱۲           | ۲۵                  | ۴۳٫۵                |
| ربع کهن       | بخش مرکزی شهرستان راور       | ربع کهن         | ۱۰۰            | ۵              | ۲۰           | ۱۵                  | ۲۵٫۵                |
| روپاس         | بخش مرکزی شهرستان راور       | روپاس           | ۷۵۰            | ۲۵             | ۱۵           | ۲۰                  | ۵۴٫۵                |
| سینه کوئیه    | بخش مرکزی شهرستان راور       | سینه کوئیه      | ۷۰             | ۴              | ۱۵           | ۸                   | ۲۱                  |
| شیرخانی       | بخش کوهساران شهرستان راور    | شیرخانی         | ۵۰             | ۳              | ۱۰           | ۶                   | ۶٫۰۹۹۹۹۹۹۰۴۶۳۲۵۷    |
| علی‌آباد       | بخش کوهساران شهرستان راور    | علی‌آباد         | ۵۰             | ۳              | ۱۲           | ۱۲                  | ۲۴                  |
| علی‌آباد علوی  | بخش مرکزی شهرستان راور       | علی‌آباد علوی    | ۱۲۰۰           | ۴۰             | ۳۰           | ۳۵                  | ۱۲۰                 |
| فتح‌آباد       | بخش مرکزی شهرستان راور       | فتح‌آباد         | ۱۶۰۰           | ۶۵             | ۲۵           | ۲۰                  | ۳۵                  |
| فیض‌آباد       | بخش مرکزی شهرستان راور       | فیض‌آباد         | ۱۶۰            | ۶              | ۱۸           | ۴۷                  | ۵۶                  |
| قنات سه       | بخش کوهساران شهرستان راور    | قنات سه         | ۵۵۰            | ۲۳             | ۱۸           | ۱۲                  | ۲۵٫۵                |
| نامعلوم       | بخشی نامعلوم در شهرستان راور | نامعلوم         | ۰              | ۰              | ۰            | ۰                   | ۰                   |
| نجف‌آباد       | بخش مرکزی شهرستان راور       | نجف‌آباد         | ۶۰۰            | ۲۵             | ۱۸           | ۲۰                  | ۳۵٫۴۰۰۰۰۱۵۲۵۸۷۸۹    |
| نصرت‌آباد      | بخش مرکزی شهرستان راور       | نصرت‌آباد        | ۴۵۰            | ۲۴             | ۲۰           | ۲۰                  | ۲۶                  |
| هروز علیا     | بخش کوهساران شهرستان راور    | هروز علیا       | ۴۵۰            | ۱۶             | ۱۸           | ۸                   | ۱۳                  |
| هروزسفلی      | بخش کوهساران شهرستان راور    | هروزسفلی        | ۶۰۰            | ۲۵             | ۱۵           | ۱۳                  | ۲۹                  |
| چاهوئیه       | بخش مرکزی شهرستان راور       | چاهوئیه         | ۳۵۰            | ۱۳             | ۱۹           | ۱۰                  | ۱۲٫۵                |
| چونکوئیه      | بخش مرکزی شهرستان راور       | چونکوئیه        | ۸۰             | ۳              | ۱۵           | ۷                   | ۱۴٫۶۰۰۰۰۰۳۸۱۴۶۹۷    |
| چکاب          | بخش مرکزی شهرستان راور       | چکاب            | ۲۳۰            | ۱۰             | ۱۵           | ۱۵                  | ۱۲                  |
| کساویه        | بخش کوهساران شهرستان راور    | کساویه          | ۲۵۰            | ۱۰             | ۱۲           | ۱۰                  | ۱۶٫۵                |
| کنگوئیه       | بخش مرکزی شهرستان راور       | کنگوئیه         | ۱۰۰            | ۵              | ۱۲           | ۸                   | ۳۸                  |
| کهن           | بخش مرکزی شهرستان راور       | کهن             | ۱۵۰            | ۶              | ۱۵           | ۱۵                  | ۵۱                  |
| کهن ده        | بخش کوهساران شهرستان راور    | کهن ده          | ۲۵۰            | ۱۱             | ۱۵           | ۱۳                  | ۲۲                  |
| کهنوج         | بخش مرکزی شهرستان راور       | کهنوج           | ۵۰۰            | ۱۵             | ۱۸           | ۳۰                  | ۵۶                  |
| کودگازر پائین | بخش کوهساران شهرستان راور    | کودگازر پائین   | ۳۰۰            | ۱۳             | ۱۵           | ۳                   | ۳٫۵                 |
| کودگازربالا   | بخش کوهساران شهرستان راور    | کودگازربالا     | ۱۵۰            | ۴              | ۱۲           | ۶                   | ۴٫۵                 |
| کوه جهر       | بخش مرکزی شهرستان راور       | کوه جهر         | ۱۰۰۰           | ۳۵             | ۲۵           | ۱۲۰                 | ۲۱۰                 |
| گروک          | بخش کوهساران شهرستان راور    | گروک            | ۴۵۰            | ۱۸             | 25           | 10                  | 101                 |